# St. Heinrich (Erlangen)

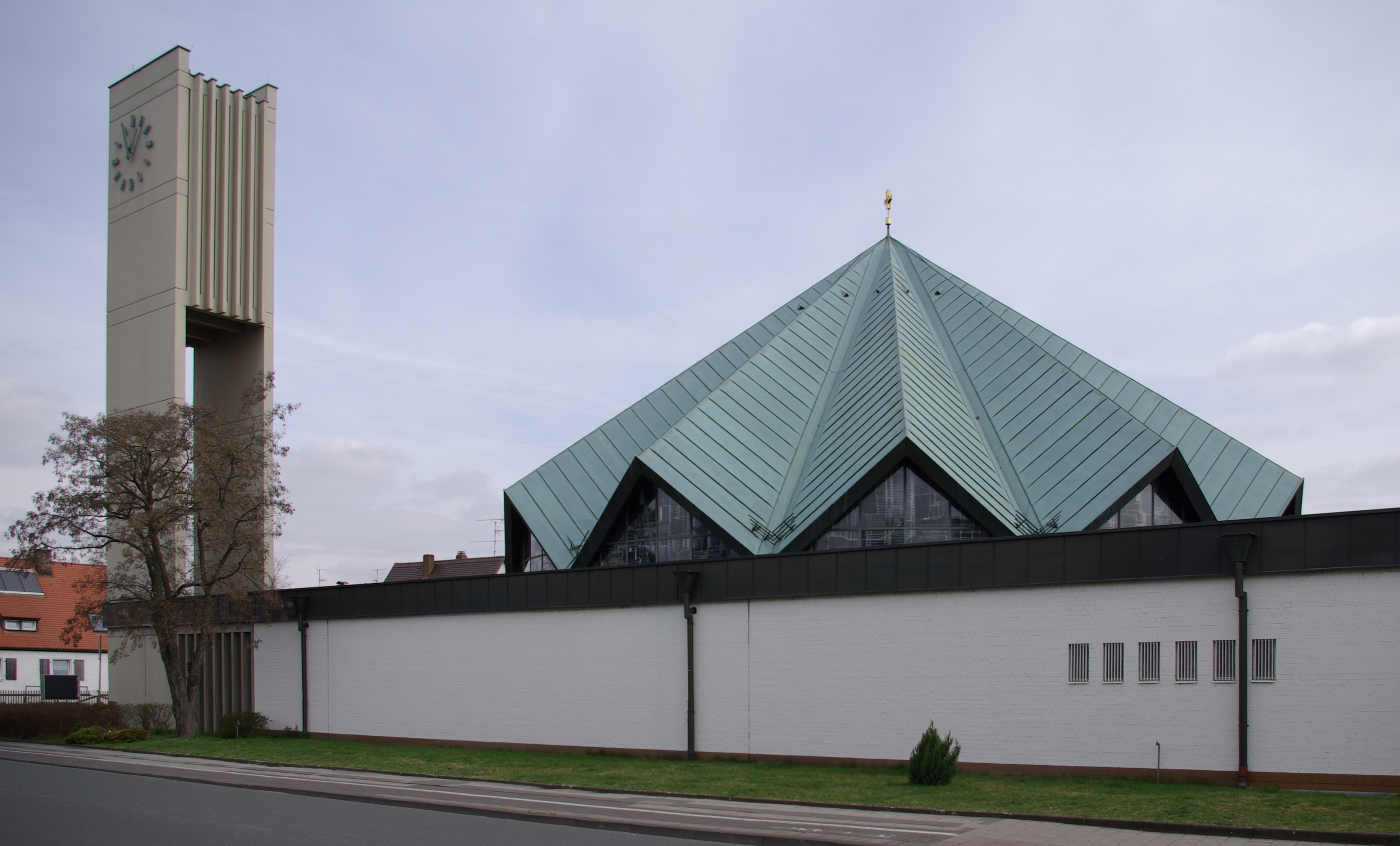
Außenansicht von Westen

St. Heinrich ist die römisch-katholische Pfarrkirche von Alterlangen, einem Stadtteil von Erlangen in Mittelfranken. Sie gehört zum Katholischen Seelsorgebereich Erlangen Nord-West im Dekanat Erlangen des Erzbistums Bamberg.

## Geschichte
Die katholischen Gläubigen Alterlangens (westlich der Regnitz) gehörten seit 1920 zur Herz-Jesu-Kirche in der Erlanger Mitte. Als sich mit wachsender Bevölkerung eine eigene Kirche als sinnvoll erwies, stellten die Katholiken Alterlangens 1937 den ersten diesbezüglichen Antrag. 1957 gründete Pfarrer Sigmund von Pölnitz einen Kirchbauverein. Ab September 1961 fanden Gottesdienste in einem vom Erzbistum erworbenen Kinoraum in der Pappelgasse statt. Daraus erwuchs im Februar 1963 die Bildung einer Tochtergemeinde der Pfarrei Herz Jesu und am 1. Oktober 1964 die Errichtung der Pfarrei St. Heinrich (nach dem heiligen Kaiser Heinrich), zu der auch Möhrendorf und Kleinseebach gehörten. Erster Pfarrer war Martin Kugler (1927–2020).
Ab 1968 wurde vom Architekten Paul Becker, der zuvor bereits St. Sebald entworfen hatte, in der Möhrendorfer Str. 31a ein modernes Kirchengebäude errichtet, das am 13. September 1970 eingeweiht werden konnte. Im September 1974 folgte die Einweihung eines Pfarr- und Jugendzentrums. Von Oktober 1980 bis September 2006 war Reinhard Hubert Pfarrer der Kirchengemeinde. Als er 2006 in den Ruhestand ging, wurde St. Heinrich in den „Pfarreienverbund Erlangen-West“ eingegliedert, der 2019 als Unterbereich in den neuen Seelsorgebereich „SSB Erlangen-Nord-West“ integriert wurde.

## Beschreibung

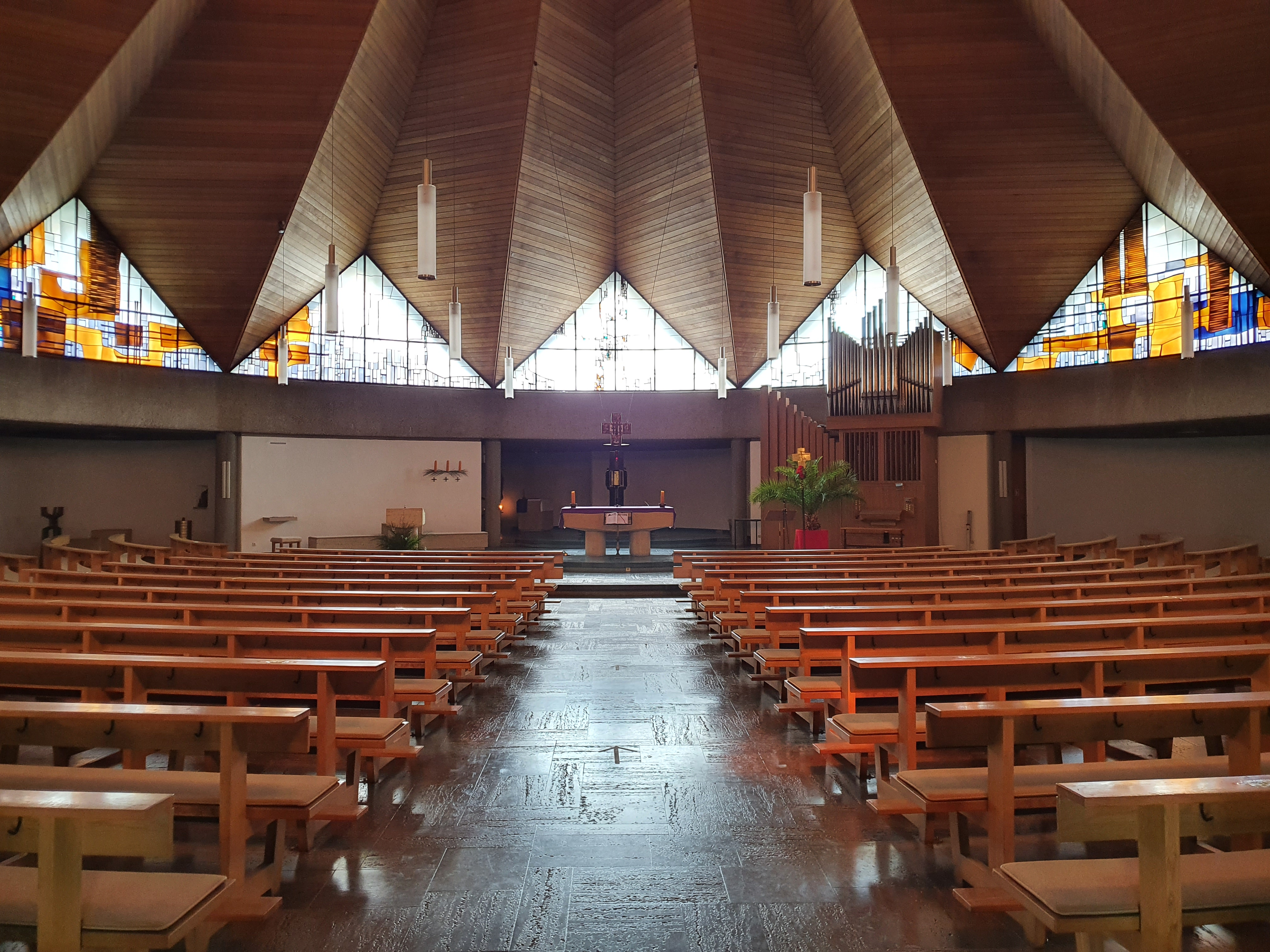
Innenraum

Der Kirchenbau fällt durch sein gefaltetes Zeltdach und seinen markanten Glockenturm auf. Der rund 500 Sitzplätze fassende Kirchenraum ist von zwölf Stahlbetonstützen umgeben, auf denen in 3,5 Metern Höhe an Betonring mit einem Durchmesser 25 m ruht. Dieser fungiert als Ringanker für die Zeltdachkonstruktion, die von zwölf Holzfachwerkbindern getragen wird. Das Dach ist außen mit Kupferblech gedeckt, innen mit Brettern aus Hemlocktanne verkleidet. Die Anzahl der Stahlbetonstützen und der Dachbinder verweist auf die zwölf Stämme Israels und die zwölf Apostel. Der Fußboden ist mit Platten aus Muschelkalk-Blaubank ausgelegt. Der Altar, der Ambo, der Priestersitz und der Taufstein sind aus Jura-Travertin gehauen. Altarkreuz, Kreuzweg und Monstranz wurden um 1980 von dem Künstler Egino Weinert aus Köln. Im Übrigen ist der Kirchenraum sehr schlicht gehalten. Aus dem Turm läuten zwei 700 und 400 Kilogramm schwere Glocken aus der Glockengießerei Rudolf Perner in Passau.

### Orgel
Die Orgel wurde 1971 von der Firma E. F. Walcker & Cie. aus Ludwigsburg erbaut. Sie umfasst 17 Register auf zwei Manualen und Pedal. Die Disposition lautet wie folgt:
| I Hauptwerk |                |       |
| 1.          | Prinzipal      | 8′    |
| 2.          | Spitzflöte     | 8′    |
| 3.          | Oktave         | 4′    |
| 4.          | Blockflöte     | 2′    |
| 5.          | Sesquialter II | 2 ⁄3′ |
| 6.          | Mixtur IV      | 1 ⁄3′ |

| II Schwellwerk |            |       |
| 7.             | Gedackt    | 8′    |
| 8.             | Rohrflöte  | 4′    |
| 9.             | Prinzipal  | 2′    |
| 10.            | Quinte     | 1 ⁄3′ |
| 11.            | Zimbel III | 2⁄3′  |
| 12.            | Krummhorn  | 8′    |
|                | Tremulant  |       |

| Pedal |            |       |
| 13.   | Subbaß     | 16′   |
| 14.   | Gedacktbaß | 8′    |
| 15.   | Choralbaß  | 4′    |
| 16.   | Rauschbaß  | 2 ⁄3′ |
| 17.   | Fagott     | 16′   |

- Koppeln: II/I, I/P, II/P